# Provence-i körverseny
A Provence-i körverseny (franciául: Tour de la Provence) egy évenként, februárban megrendezett országúti kerékpárverseny. A verseny sok más kerékpárosversennyel ellentétben nem tekint nagy múltra vissza, 2016-ban rendezték az elsőt, melyet a francia Thomas Voeckler nyert meg. A február eleji időpontnak köszönhetően a verseny a kerékpáros szezon egyik első fontosabb többnapos eseménye, melyen jellemzően számos WorldTeam és ProTeam csapat és ismertebb versenyzők is részt vesznek. A négynapos verseny 2020 óta a frissen létrehozott ProSeries része, amely az országúti kerékpározás másodvonalának tekinthető.

## Útvonal
A verseny egyes szakaszait Provence-Alpes-Côte d’Azur régióban, Bouches-du-Rhône megyében rendezik meg, az utolsó szakasz befutója a Canebière utcán van Marseille-ben. 

## Győztesek
| Év   | Győztes          | Második            | Harmadik            |         |
| ---- | ---------------- | ------------------ | ------------------- | ------- |
| 2016 | Thomas Voeckler  | Petr Vakoč         | Lilian Calmejane    |         |
| 2017 | Rohan Dennis     | Mattia Cattaneo    | Alexandre Geniez    |         |
| 2018 | Alexandre Geniez | Tony Gallopin      | Rudy Molard         |         |
| 2019 | Gorka Izagirre   | Simon Clarke       | Tony Gallopin       |         |
| 2020 | Nairo Quintana   | Alekszandr Vlaszov | Alekszej Lucenko    |         |
| 2021 | Iván Sosa        | Julian Alaphilippe | Egan Bernal         |         |
| 2022 | Nairo Quintana   | Julian Alaphilippe | Mattias Skjelmose   |         |
| 2023 | törölve          | törölve            | törölve             | törölve |
| 2024 | Mads Pedersen    | Axel Zingle        | Raúl García Pierna  |         |
| 2025 | Mads Pedersen    | Matej Mohorič      | Marijn van den Berg |         |